# Live in Houston
Live in Houston är ett livealbum av Alice Cooper som är inspelat i Houston 1973. Det är CD-versionen med alla tio låtar som finns på studioalbumet Billion Dollar Babies och fyra till.

## Låtlista
1. "Hello Hooray" (Live) (Kempf)
2. "Billion Dollar Babies" (Live) (Cooper, Bruce, Vincent)
3. "Elected" (Live) (Cooper, Buxton, Bruce, Dunaway, Smith)
4. "I'm Eighteen" (Live) (Cooper, Buxton, Bruce, Dunaway, Smith)
5. "Raped and Freezin'" (Live) (Cooper, Bruce)
6. "No More Mr. Nice Guy" (Live) (Cooper, Bruce)
7. "My Stars" (Live) (Cooper, Ezrin)
8. "Unfinished Sweet" (Live) (Cooper, Bruce, Smith)
9. "Sick Things" (Live) (Cooper, Bruce, Ezrin)
10. "Dead Babies" (Live) (Cooper, Buxton, Bruce, Dunaway, Smith)
11. "I Love the Dead" (Live) (Cooper, Ezrin)
12. "Coal Black Model T"
13. "Son of a Billion Dollar Babies"
14. "Slick Black Limousine" (Cooper, Dunaway)